# Оголення тортонських пісків поблизу зал. ст. Наславча
Оголення тортонських пісків біля станції Наславча (рум. Aflorimentul de nisipuri tortoniene de lângă gara Naslavcea), також простіше — Відслонення біля станції Наславча) — пам'ятка природи геологічного або палеонтологічного типу в Окницькому районі Молдови. Розташована за 2 км на південь від залізничної станції Наславча, в районі залізничної колії Наславча-Бирнова. Має площу 1 га. Об'єктом керує Окницька залізнична дистанція Молдовської залізиці.

## Опис
Відслонення простягається над двома ярами, розташованими на південь від залізничної станції Наславча: одне розташоване за 1,5 км від стації, друге за 2,2 км від неї. Обидва мають площу 0,5 га і частково вкриті трав'янистою рослинністю.
У ярах на поверхню виходили піски баденського віку з багатою морською фауною, що нараховує понад 70 видів, виділених геологом В. Ласкарьовим. Це одне з небагатьох місць у Молдові, де є баденські скам’янілості. Використовується як пункт видобутку викопних матеріалів з 19 століття, оголення є джерелом кількох колекцій скам'янілостей.

## Охоронний статус
Постановою Ради Міністрів Молдавської РСР від 13.03.1962 р. № 111 об'єкт взято під охорону держави. Охоронний статус знову підтверджено Постановою Ради Міністрів Молдавської РСР від 8 січня 1975 р. № 5 та Законом № 1538 від 25 лютого 1998 року про фонд природних територій, що охороняються державою. Землевласником пам'ятки природи є державне підприємство «Молдовська залізниця».
Станом на 2016 рік природна територія не має інформаційного табло з деталями про геологічну пам’ятку. Для капіталізації туристичного потенціалу ділянки необхідно ввести територію в туристичні маршрути.